# Pekka Hannikainen
Pekka Juhani Hannikainen (ur. 9 grudnia 1854 w Nurmes, zm. 13 września 1924 w Helsinkach) – fiński kompozytor i dyrygent.

## Życiorys
Z wykształcenia był chemikiem, muzyki uczył się samodzielnie. Prowadził działalność jako nauczyciel śpiewu i kierownik chórów, włączał się w dzieło budzenia fińskiej świadomości narodowej. W 1882 roku założył studencki chór Ylioppillaskunnan Laulajat, wykonujący wyłącznie utwory w języku fińskim. W 1887 roku osiadł w Jyväskylä, gdzie w 1890 roku założył pierwsze fińskie czasopismo muzyczne „Säveleitä”, a w 1899 roku męski chór Sirkat. Komponował utwory chóralne, które zdobyły sobie dużą popularność w Finlandii. Zbierał ludowe pieśni z regionu Karelii, przetłumaczył też na język fiński liczne utwory, m.in. libretto do Lohengrina.
Był żonaty ze śpiewaczką Alli Hannikainen (1867–1949). Jego synowie, Ilmari, Tauno, Arvo i Väinö, również zostali muzykami.